# Xanthogramma flavipes
Xanthogramma flavipes är en tvåvingeart som först beskrevs av Friedrich Hermann Loew 1863.  Xanthogramma flavipes ingår i släktet kilblomflugor, och familjen blomflugor. Inga underarter finns listade i Catalogue of Life.